# Eustroma fasciata
Eustroma fasciata là một loài bướm đêm trong họ Geometridae.